# Live Killers
Live Killers es un álbum en vivo de la banda de rock Queen, lanzado al mercado por EMI el 22 de junio de 1979. El álbum fue grabado en vivo durante la etapa europea del Jazz Tour, entre el 26 de enero y el 1 de marzo de 1979.

## Grabación
El álbum fue autoproducido por la banda y fue el primero en ser mezclado en sus propios estudios, Mountain Studios en Montreux, Suiza. El guitarrista Brian May y el baterista Roger Taylor revelaron más tarde en el programa de radio estadounidense In the Studio with Redbeard (que destacó la realización de The Game de 1980) que la banda había mezclado Live Killers por su cuenta y no estaban contentos con la mezcla final.

## Lanzamiento
Live Killers fue lanzado como un álbum de vinilo doble en el Reino Unido por EMI el 22 de junio de 1979, en Europa por Parlophone y en los Estados Unidos por Elektra y Hollywood Records. 
En los territorios fuera de los Estados Unidos, Europa y Canadá, Elektra Records relanzó una versión más corta y editada del álbum en 1985 titulado Queen Live.
La versión de 1994 fue lanzada como parte de la Digital Master Series por EMI Records, que no mejoró la calidad del lanzamiento anterior. Más tarde fue remasterizado y restaurado en mejor calidad por Peter Mew en 2001.

## Recepción
El álbum alcanzó el número 3 en la lista de álbumes del Reino Unido y el número 16 en el Billboard 200 en los Estados Unidos, y está certificado como doble platino en los Estados Unidos.
El álbum recibió críticas mixtas de algunos críticos en su lanzamiento. En una evaluación retrospectiva, Greg Prato de AllMusic encontró la reacción inicial inexplicable, calificando al álbum como "un excelente documento de Queen en el apogeo de sus poderes de rock en la arena de los 70".

## Lista de canciones
Disco 1
1. "We Will Rock You (Fast Version)" - 3:29
2. "Let Me Entertain You" - 3:16
3. "Death on Two Legs (Dedicated to...)" - 3:32
4. "Killer Queen" - 2:00
5. "Bicycle Race" - 1:30
6. "I'm in Love with My Car" - 2:03
7. "Get Down, Make Love" - 4:32
8. "You're My Best Friend" - 2:10
9. "Now I'm Here" - 8:43
10. "Dreamer's Ball" - 3:43
11. "Love of My Life" - 5:00
12. "'39" - 3:27
13. "Keep Yourself Alive" - 4:03

Disco 2
1. "Don't Stop Me Now" - 4:30
2. "Spread Your Wings" - 5:23
3. "Brighton Rock" - 12:14
4. "Mustapha" / "Bohemian Rhapsody" - 6:03
5. "Tie Your Mother Down" - 3:41
6. "Sheer Heart Attack" - 3:36
7. "We Will Rock You" - 2:50
8. "We Are the Champions" - 3:30
9. "God Save the Queen" - 1:32